# Карней
Карней (др.-греч. Κάρνειος) — в древнегреческой мифологии имя героя и известный эпитет Аполлона. Первоначально Карней — местный демон плодородия Ойкет («Домашний»). Согласно Праксилле, он — сын Европы и Зевса, его воспитали Аполлон и Лето. Божество почиталось в Спарте в доме прорицателя Крия. Возлюбленный Аполлона. По другой версии, Карн — это прорицатель, случайно убитый Гиппотом.
Карнейский — эпитет Аполлона. От прорицателя Карна либо от Карнея. С ним связан спартанский праздник Карнеи.
Его храм в Сикионе, у горы Кнакадия (близ Ласа в Лаконике). Статуя в Гитионе, деревянная статуя в Этиле, статуи в Левктрах и Кардамиле, в Эхалии (Мессения). Ему посвящена роща в Мессении, близ Фар. Почитался в Спарте, затем на Фере и в Кирене. В Спарте он покровительствовал собакам. В Аргосе Аполлона Карнея называли Зевс Агетор (Гегетор).